# السلك (قرية)
السلك هي قرية في ليبيا تقع إلى الجنوب الشرقي لبلدة سلوق الواقع جنوب مدينة بنغازي. وتبعد عن سلوق بحوالي 40 كيلو متر، وتتبع السلك المجلس البلدي سلوق. يبلغ عدد سكان منطقة السلك 4.555 نسمة حسب تعداد سكان ليبيا لسنة 2010.
المنطقة رعوية بها عدد من مخططات الإسكان الرعوي. تحيط بها منطقة وادي الباب في الشرق، ومنطقة الجحف الجنوب الغربي، ومنطقة مسوس في الجنوب.